# Роза Папо
Роза Папо (Сарајево, 6. фебруар 1914 — Београд, 25. фебруар 1984) била је лекарка, учесник Народноослободилачке борбе и прва жена генерал-мајор санитетске службе ЈНА.

## Биографија
Рођена је 6. фебруара 1914. године у Сарајеву. Медицински факултет је завршила у Загребу 1939. године. После завршеног лекарског стажа, кратко време је радила у болници у Сарајеву, а затим као лекар Социјалног осигурања у Беговом хану и Олову.
Од почетка Другог светског рата одржавала је везу са Озренским партизанским одредом. Крајем 1941. родитељи су јој одведени у логор Јасеновац, а Роза Папо се 17. децембра 1941. прикључила Озренском партизанском одреду. Била је једини лекар Озренског одреда до 19. априла 1942. када је именована за референта санитета І босанског ударног батаљона. У августу 1942. прешла је у ІІ босански ударни батаљон, где је такође обављала дужност референта санитета
Од 19. децембра 1942. до априла 1943. била је управник болнице у Шековићима, у манастиру Ловница. Потом је заједно са 80 рањеника прешла у село Трнову код Угљевика где је образовала нову партизанску болницу, на чијем је челу остала до 28. јула 1943. Следећу дужност обављала је у Шестој пролетерској бригади, до 25. септембра 1943. До октобра 1944. била је референт санитета 17. ударне дивизије, а до 22. јануара радила је као управник болнице 17. дивизије. Затим је прешла на место управника Хируршке покретне болнице бр. 1 Друге армије у Лешници. У августу 1945. постала је референт санитета 3. дивизије КНОЈ-а. Крајем 1945. позвана у СССР на усавршавање, али је остала на раду у Санитетској управи Југословенске армије. За време рата прележала је пегави тифус, а током борби на Озрену 1942. лакше је рањена у лице од авионске бомбе.
По ослобођењу, радила је најпре у Санитетском одељењу а затим у Санитетској управи Југословенске народне армије. Од децембра 1948. до јануара 1951. боравила је на специјализацији из инфективних болести. Децембра 1950. почела је са радом на Одељењу за заразне болести Главне војне болнице у Београду. У том периоду др Папо је боравила и на усавршавању у Паризу и Лењинграду. Септембра 1952. постала је начелник најпре Одељења а касније и Клинике за заразне болести Војномедицинске академије, где је остала до септембра 1969. Од 1965. радила је као професор за инфективне болести на ВМА. Потом је прешла на рад у Санитетску управу ССНО, у својству председника Главне војно-лекарске комисије. Поводом прославе дана устанка 4. јула 1973. унапређена је чин у генерал-мајора ЈНА и постала је прва жена са генералски чином у санитетској служби ЈНА. Активна војна служба престала је 31. децембра 1973. године. Роза Папо је била једна од првих инфектолога у Југославији. Заслужна је за увођење нових дијагностичких метода, пре свега биопсије јетре; увођење прецизне дијагностике вирусног хепатитиса и хипербилирубинемије, као и туберкулозног и гнојног менингитиса.
У чланство Комунистичке партије Југославије (КПЈ) примљена је 15. марта 1942. године. Била је члан Савета републике БиХ, Секције за инфективне болести СЛД, члан Удружење инфектолога Југославије, члан уређивачког одбора часописа Српски архив за целокупно лекарство, члан Научног друштва за историју здравствене културе Југославије и Научног друштва за историју здравствене културе Србије, члан Савеза бораца НОР-а.
Преминула је 25. фебруара 1984. године у Београду.

## Одликовања
- Партизанска споменица 1941,
- Орден за храброст (октобар 1944),
- Орден за војне заслуге ІІ реда (1952),
- Орден народне армије ІІ степена (1956),
- Орден братства и јединства ІІ степена (1960),
- Орден за војне заслуге са великом звездом (1971)